# Hudson Austin
Hudson Austin (Grenada, 26 aprile 1938 – Saint George's, 24 settembre 2022) è stato un politico e generale grenadino della People's Revolutionary Army durante il People's Revolutionary Government.
Dopo l'esecuzione di Maurice Bishop, a seguito del colpo di Stato avvenuto nel 1983 sull'isola di Grenada, formò un regime militare che durò poco più di due settimane. Infatti, con la sua rigida applicazione del marxismo-leninismo portò il piccolo paese caraibico a scontrarsi militarmente con gli Stati Uniti d'America del presidente Ronald Reagan nell'Operazione Urgent Fury.
Catturato dagli statunitensi, venne processato e inizialmente condannato a morte nel 1986, ma poi all'ergastolo nel 1991 per i crimini sui civili commessi nel giorno dell'esecuzione di Maurice Bishop. Venne rilasciato nel 2008.